# Шевченко, Анатолий Витальевич
Анатолий Витальевич Шевченко (род. 22 февраля 1988 года, Симферополь, Крымская область, Украинская ССР) — российский дзюдоист-паралимпиец, бронзовый призёр летних Паралимпийских игр 2020 в Токио. Заслуженный мастер спорта России. Представляет Дагестан.

## Биография
Вырос в семье офицера, в детстве он сменил десять школ в связи с переездами.
31 августа 2012 года на Паралимпиаде в Лондоне в весовой категории до 81 кг в предварительном раунде проиграл японцу Юдзи Като. В утешительном турнире победил иранца Мирхассана Натаджсолхдара и прошёл в матч за третье место, в котором уступил немцу Маттиасу Кригеру.
В 2017 году окончил Кубанский государственный университет физкультуры, спорта и туризма по специальности – Преподаватель-исследователь.
29 августа 2021 года принял участие на летних Паралимпийских играх 2020 в Токио в весовой категории до 100 кг. В четвертьфинале проиграл американцу Бену Гудричу. В утешительном турнире победил молдавского дзюдоиста Иона Басока, затем в поединке за третье место Шевченко одержал победу над немцем Оливером Упманном и завоевал бронзовую медаль Паралимпиады-2020.

## Спортивные результаты
| Год  | Турнир                          | Место проведения | Категория | Место |
| ---- | ------------------------------- | ---------------- | --------- | ----- |
| 2012 | Летние Паралимпийские игры 2012 | Лондон           | До 81 кг  | 5     |
| 2014 | Чемпионат мира                  | Колорадо-Спрингс | До 90 кг  | 5     |
| 2017 | Чемпионат Европы                | Уолсолл          | До 100 кг | 3     |
| 2018 | Чемпионат мира                  | Одивелаш         | До 100 кг | 5     |
| 2019 | Чемпионат Европы                | Генуя            | До 100 кг | 5     |
| 2021 | Летние Паралимпийские игры 2020 | Токио            | До 100 кг | 3     |